# ذبابة الجندي الأسود
ذبابة الجندي الأسود أو ذبابة الجنود الأمريكان أو ذبابة الجنود السوداء (باللاتينية: Hermetia illucens)، هي نوع ذباب معروف ومنتشر من عائلة الذبابية الجندية.

## الانتشار
وجد هذا النوع من الذباب في الإقليم المداري الجديد بشكل محلي، ثم انتشر إلى بقية القارات وأصبح توزعه عالميا.
يوجد في معظم مناطق أمريكا الشمالية وأوروبا وصولا إلى شبه الجزيرة الإيبيرية وجنوب فرنسا، إيطاليا، مالطا، كرواتيا وسويسرا وحتى البحر الأسود في روسيا.
ينتشر أيضا في الإقليم المداري الإفريقي وفي المنطقة القطبية الشمالية وإقليم هندوملاوي.

## دورة الحياة

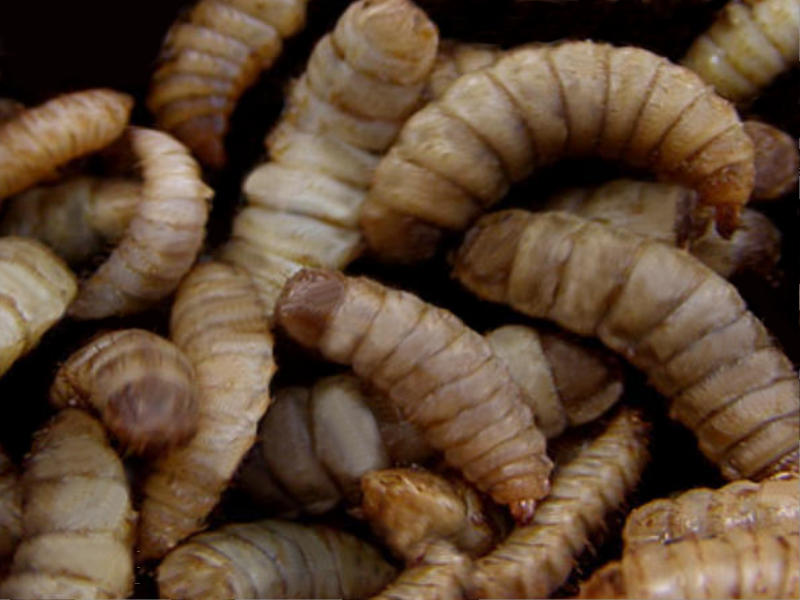

تضع الانثى البالغة ما بين 206 و639 بيضة في كل دورة. توضع هذه البيوض بين المواد العضوية المتحللة أو على سطحها وغالبا ما تكون مخلفات حيوانية وتفقس هذه البيوض في 4 أيام. حجم اليرقات 1 ميليمتر عند الفقس وتكبر مع الوقت لتصل لطول 25 ميليمتر ووزن 0.1 غرام حتى 0.22 غرام في نهاية مرحلة اليرقة. تتغذى اليرقات على مجموعة متنوعة من المواد العضوية، وإمكانية كبيرة على التاقلم مع تغير الغذاء الموجود. تستمر مرحلة اليرقة من 18 يوم وحتى 36 يوما بحسب نوع الغذاء الذي تأكله، ويمكن أن تتأخر مرحلة اليرقة لعدة شهور بسبب درجات الحرارة المنخفضة أو قلة الغذاء. تستمر مرحلة العذراء بعد ذلك أسبوع أو اثنين.
تعيش الذبابة البالغة من 47 إلى 73 يوما بحسب تواجد الغذاء والماء.

## الاستعمال البشري
لا تعتبر ذبابة الجندي الأسود سواء أكانت يرقة أو ذبابة بالغة أفة أو ناقلة للأمراض. على العكس، تلعب دور مشابه للديدان الحمراء في تحلل المواد العضوية وإرجاع المواد الغذائية إلى التربة. لدى اليرقات شهية مفتوحة حيث تأكل مختلف المواد العضوية ويمكن استخدامها في تحلل بقايا الأكل المنزلية والمخلفات الزراعية.
تعتبر يرقات ذبابة الجندي الأسود مصدرا مهم للبروتين ويمكن استخدامها للزراعة المائية أو كعلف للحيوانات الزراعية والمنزلية ويمكن استخدامها لتغذية الإنسان.
تنتج اليرقات بكميات كبيرة في مصانع مخصصة لإنتاج الحشرات، هناك العديد من الشركات العالمية في هذا المجال مثل AgriProtein,InnovaFeed و Protix, حيث تدير الشركة الأخيرة أكبر مصنع لإنتاج الحشرات في العالم.

### تحلل المواد العضوية
تستخدم يرقات ذباب الجندي الأسود للمساعدة على تحلل المخلفات العضوية مثل الروث ومخلفات الأطعمة النباتية والحيوانية. تعتبر هذه اليرقات من الحشرات الأكثر نفعا في تحويل الكتلة الحيوية إلى علف.
بعد اكتمال مراحل تطور اليرقة في ستة أطوار. تدخل الذبابة مرحلة العذراء، حيث تتوقف عن الأكل وتبدأ بالتحرك نحو مكان بارد وجاف ومظلم لتبدا بالشرنقة. يستفاد من هذه الغريزة الطبيعية في جمع اليرقات البالغة في علب السماد العضوي. يوجد حفر في جوانب هذه العلبة للسماح لليرقات بالخروج منها والنزول في مكان الجمع.

### علف
يمكن استخدام اليرقات كعلف، حيث تأكلها الدواجن والسمك والخنازير والسحالي والسحالف وحتى الكلاب.
تعتبر ذبابة الجندي الأسود من الحشرات القليلة التي يعترف فيها الاتحاد الأوروبي كعلف يُستخدم في الزراعة المائية.
يمكن تخزين اليرقات بدرجة حرارة الغرفة لعدة أسابيع، وتحقق أفضل فترة صلاحية بتخزينها تحت درجات 10 إلى 16 C°. 

## وصلات خارجية
- Bioconversion of Food Waste : Black Soldier fly
- 'Grubby' Research Promises Environmental, Economic Benefits
- Black soldier fly في UF / IFAS